# Hans Hoßfeld
Hans Hoßfeld (23 de março de 1912 - 19 de novembro de 1944) foi um oficial alemão que serviu na Kriegsmarine durante a Segunda Guerra Mundial. Foi condecorado com a Cruz de Cavaleiro da Cruz de Ferro com Folhas de Carvalho.

## Condecorações
| Cruz de Ferro (1939) 2ª Classe                                   | 1 de setembro de 1942  |
| Cruz de Ferro (1939) 1ª Classe                                   | ?                      |
| Distintivo da infantaria de assalto                              |                        |
| Distintivo Geral de Assalto                                      | 1944                   |
| Distintivo de combate fechado em Bronze                          | 1944                   |
| Distintivo de Feridos (1939) em Preto                            | maio de 1944           |
| Cruz Germânica em Ouro                                           | 18 de maio de 1944     |
| Cruz de Cavaleiro da Cruz de Ferro                               | 6 de outubro de 1944   |
| Cruz de Cavaleiro da Cruz de Ferro com Folhas de Carvalho nº 659 | 25 de novembro de 1944 |